# 傑伯德斯普林斯 (喬治亞州)
傑伯德斯普林斯（英語：Jay Bird Springs）是位於美國喬治亞州道奇縣的一個非建制地區。該地的面積和人口皆未知。

## 地理
傑伯德斯普林斯的座標為32°07′53″N 83°00′20″W / 32.13139°N 83.00556°W，而該地的平均海拔高度為59米（即194英尺）。